# Голд-Гілл (Колорадо)
Голд-Гілл (англ. Gold Hill) — переписна місцевість (CDP) в США, в окрузі Боулдер штату Колорадо. Населення — 218 осіб (2020).

## Географія
Голд-Гілл розташований за координатами 40°3′35″ пн. ш. 105°25′8″ зх. д. / 40.05972° пн. ш. 105.41889° зх. д. (40.059733, -105.418920).  За даними Бюро перепису населення США в 2010 році переписна місцевість мала площу 5,37 км², уся площа — суходіл.

## Демографія
Згідно з переписом 2010 року, у переписній місцевості мешкало 230 осіб у 112 домогосподарствах у складі 51 родини. Густота населення становила 43 особи/км².  Було 137 помешкань (25/км²).
Расовий склад населення:
| - 96,5 % — білих - 0,9 % — корінних американців - 0,4 % — азіатів |

До двох чи більше рас належало 2,2 %. Частка іспаномовних становила 3,9 % від усіх жителів.
За віковим діапазоном населення розподілялося таким чином: 11,7 % — особи молодші 18 років, 74,8 % — особи у віці 18—64 років, 13,5 % — особи у віці 65 років та старші. Медіана віку мешканця становила 51,3 року. На 100 осіб жіночої статі у переписній місцевості припадало 117,0 чоловіків;  на 100 жінок у віці від 18 років та старших — 113,7 чоловіків також старших 18 років.
За межею бідності перебувало 25,9 % осіб, у тому числі 0,0 % дітей у віці до 18 років та 19,8 % осіб у віці 65 років та старших.
Цивільне працевлаштоване населення становило 61 осіб. Основні галузі зайнятості: освіта, охорона здоров'я та соціальна допомога — 29,5 %, будівництво — 27,9 %, мистецтво, розваги та відпочинок — 24,6 %.